# تيرني دبليو. ليونارد
تيرني دبليو. ليونارد (بالإنجليزية: Turney W. Leonard)‏ هو عسكري أمريكي، ولد في 18 يونيو 1921 في دالاس في الولايات المتحدة، وتوفي في 6 نوفمبر 1944 في ألمانيا.